# HD148330
HD148330 — хімічно пекулярна зоря спектрального класу A2, що має видиму зоряну величину в смузі V приблизно  5,7.
Вона  розташована на відстані близько 366,5 світлових років від Сонця.

## Фізичні характеристики
Зоря HD148330 обертається 
порівняно повільно 
навколо своєї осі. Проєкція її екваторіальної швидкості на промінь зору становить  Vsin(i)= 18км/сек.

## Пекулярний хімічний склад
Зоряна атмосфера HD148330 має підвищений вміст 
Si
.

## Магнітне поле
Спектр даної зорі вказує на наявність магнітного поля у її зоряній атмосфері.
Напруженість повздовжної компоненти поля оціненої з аналізу
наявних ліній металів
становить  303,7± 154,6 Гаус.